# Bystrzyk karlik
Bystrzyk karlik (Hyphessobrycon amandae) – gatunek słodkowodnej ryby z rodziny kąsaczowatych (Characidae). Jest hodowany w akwariach.

## Występowanie
Gatunek ten pochodzi z Ameryki Południowej. Występuje na terenach Brazylii w dorzeczu rzeki Araguaia, głównie w stanie Mato Grosso, także w stanach Goiás i Tocantins. Spotkać je można głównie w strumieniach oraz mniejszych rzekach. Preferuje wodę o temperaturze od 24 °C do 28 °C. 

## Morfologia
Osiąga około 2 cm długości. Występuje w odcieniach czerwieni. Jej ubarwienie zmienia nasycenie zależnie od parametrów wody i samopoczucia. Występuje niewielki dymorfizm płciowy, jednak płcie są trudne do odróżnienia. Samce są nieco mniejsze i smuklejsze, mają też często intensywniejsze kolory. Różnice są często widoczne w czasie tarła.

## Styl życia
Jest gatunkiem towarzyskim, lubi pływać w grupach. Żywi się larwami oraz planktonem. Zwykle żyje od 2 do 4 lat.

## Rozmnażanie
Po okresie tarła, ikra wylęga się około 24–36 godzin, a narybek po kilku dniach zaczyna samodzielnie pływać.